# 김성배 (야구인)
김성배(金成培, 1981년 1월 12일 ~ )는 전 KBO 리그 두산 베어스의 사이드암 투수이자, 현재 LBS의 대표이다.

## 선수 시절

### 두산 베어스시절
1999년 신인 드래프트에서 2차 8라운드(전체 61순위) 지명을 받았고, 건국대학교 축산학과 99학번 졸업 후 2003년에 입단하였다.
2010년 9월 7일 SK전에서 1,805일만에 승리 및 1,822일 만에 선발 승을 거뒀다.

### 상무 야구단시절
2007년에 입단하였다. 2008년에 군 복무를 마쳤다.

### 롯데 자이언츠시절
시즌 후 두산 베어스의 보호 선수 명단에서 제외됐고, 2011년 11월 22일에 처음 실시된 2차 드래프트를 통해 이적하였다. 당시 FA로 영입한 투수 정대현이 무릎 부상 재발로 수술을 받아 재활하게 되자 그의 부상 공백을 잘 메우면서 팀의 핵심 셋업맨으로 정착해 2차 드래프트의 모범 사례를 보여 주었다. 2013년에는 정대현, 김사율의 부진으로 인해 마무리로 전환했고, '1점차 세이브상황 리그 최다'라는 최악의 상황에서 데뷔 후 첫 30세이브대를 기록했다.

### 두산 베어스복귀
2016년 7월 23일 당시 두산 베어스 소속이었던 김동한과 1:1 트레이드를 통해 이적하였다.
2017년 11월 8일에 방출된 후 현역 은퇴를 선언했다.

## 야구선수 은퇴 후
2018년 6월에 LBS라는 베이스볼 아카데미를 열었다.

## 별명
- 달콤한 활약 덕분에 꿀이 들어 있는 성배라는 뜻으로 '꿀성배'라는 별명을 얻었다.
- 안 좋은 피칭을 선보일 땐 '독이 든 성배'라고 불린다.

## 출신 학교
- 서울장안초등학교
- 배명중학교
- 배명고등학교
- 건국대학교 축산학과

## 통산 기록
| 연도 | 팀명   | 평균자책점 | 경기 | 완투 | 완봉 | 승 | 패 | 세 | 홀 | 승률  | 타자 | 이닝  | 피안타 | 피홈런 | 볼넷 | 사구 | 탈삼진 | 실점 | 자책점 |
| ---- | ------ | ---------- | ---- | ---- | ---- | -- | -- | -- | -- | ----- | ---- | ----- | ------ | ------ | ---- | ---- | ------ | ---- | ------ |
| 2004 | 두산   | 16.88      | 2    | 0    | 0    | 0  | 1  | 0  | 0  | 0.000 | 29   | 5.1   | 11     | 3      | 2    | 0    | 6      | 10   | 10     |
| 2005 | 두산   | 3.17       | 72   | 0    | 0    | 8  | 3  | 2  | 8  | 0.727 | 332  | 82.1  | 71     | 4      | 24   | 5    | 60     | 30   | 29     |
| 2006 | 두산   | 4.58       | 21   | 0    | 0    | 0  | 0  | 0  | 1  | -     | 90   | 19.2  | 20     | 2      | 11   | 1    | 10     | 10   | 10     |
| 2009 | 두산   | 9.50       | 10   | 0    | 0    | 0  | 2  | 0  | 0  | 0.000 | 88   | 18    | 29     | 3      | 7    | 1    | 7      | 21   | 19     |
| 2010 | 두산   | 5.59       | 9    | 0    | 0    | 2  | 2  | 0  | 0  | 0.500 | 85   | 19.1  | 21     | 2      | 5    | 2    | 9      | 13   | 12     |
| 2011 | 두산   | 5.88       | 31   | 0    | 0    | 1  | 5  | 2  | 4  | 0.167 | 231  | 52    | 66     | 4      | 20   | 1    | 29     | 38   | 34     |
| 2012 | 롯데   | 3.21       | 69   | 0    | 0    | 3  | 4  | 2  | 14 | 0.429 | 223  | 53.1  | 46     | 2      | 20   | 4    | 33     | 20   | 19     |
| 2013 | 롯데   | 3.05       | 58   | 0    | 0    | 2  | 4  | 31 | 4  | 0.333 | 241  | 59    | 45     | 1      | 21   | 3    | 58     | 20   | 20     |
| 2014 | 롯데   | 5.98       | 46   | 0    | 0    | 1  | 0  | 4  | 11 | 1.000 | 199  | 40.2  | 54     | 7      | 22   | 2    | 32     | 28   | 27     |
| 2015 | 롯데   | 7.71       | 45   | 0    | 0    | 2  | 3  | 1  | 5  | 0.400 | 188  | 39.2  | 51     | 2      | 19   | 2    | 33     | 34   | 34     |
| 2016 | 두산   | 6.03       | 39   | 0    | 0    | 0  | 1  | 1  | 5  | 0.000 | 184  | 37.1  | 59     | 5      | 19   | 2    | 27     | 26   | 25     |
| 2017 | 두산   | 5.32       | 45   | 0    | 0    | 2  | 1  | 1  | 4  | 0.667 | 192  | 44    | 47     | 8      | 9    | 6    | 33     | 26   | 26     |
| 통산 | 12시즌 | 5.07       | 447  | 0    | 0    | 21 | 26 | 44 | 56 | 0.447 | 2082 | 470.2 | 520    | 43     | 179  | 29   | 337    | 276  | 265    |